# Jump In!
Jump In! er den 69'ende Disney Channel Original Movie.
Filmen blev første gang vist på den amerikanske Disney Channel d. 27. april 2007.
Stjernen fra High School Musical Corbin Bleu er hovedpersonen Izzy Daniels. Keke Palmer har den næststørste hovedrolle og hun spiller Mary.